# Lista de rondas da Superleague Fórmula
A Superleague Fórmula (ou Fórmula Superliga), com um conceito não só de clubes futebolísticos e de seleções nacionais, foi um campeonato de automobilístico de monolugares, que começou em 2008, no circuito de Donington Park, no Reino Unido tendo sido extinto no final de 2011. Esta lista as rondas realizadas nas quatro temporadas realizadas, a competição visitou nove países diferentes em 17 circuitos diferentes.

## Rondas

### Alemanha
| Temporada | Ronda | Clube          | Piloto              | Circuito    | Data           | Detalhes | Ref.  |
| --------- | ----- | -------------- | ------------------- | ----------- | -------------- | -------- | ----- |
| 2008      | R1    | AS Milan       | Robert Doornbos     | Nürburgring | 21 de setembro | Detalhes | [ 1 ] |
| 2008      | R2    | PSV Eindhoven  | Yelmer Buurman      | Nürburgring | 21 de setembro | Detalhes | [ 2 ] |
| 2010      | R1    | AS Milan       | Yelmer Buurman      | Nürburgring | 27 de junho    | Detalhes | [ 3 ] |
| 2010      | R2    | FC Porto       | Álvaro Parente      | Nürburgring | 27 de junho    | Detalhes | [ 4 ] |
| 2010      | SF    | Olympiacos CFP | Chris van der Drift | Nürburgring | 27 de junho    | Detalhes | [ 5 ] |

### Bélgica
| Temporada | Ronda | Clube                         | Piloto              | Circuito           | Data         | Detalhes | Ref.         |
| --------- | ----- | ----------------------------- | ------------------- | ------------------ | ------------ | -------- | ------------ |
| 2008      | R1    | Liverpool FC                  | Adrián Vallés       | Circuito de Zolder | 5 de outubro | Detalhes | [ 6 ] [ 7 ]  |
| 2008      | R2    | Beijing Guoan                 | Davide Rigon        | Circuito de Zolder | 5 de outubro | Detalhes | [ 6 ] [ 8 ]  |
| 2009      | R1    | Tottenham Hotspur             | Craig Dolby         | Circuito de Zolder | 19 de julho  | Detalhes | [ 9 ] [ 10 ] |
| 2009      | R2    | Al Ain                        | Esteban Guerrieri   | Circuito de Zolder | 19 de julho  | Detalhes | [ 9 ] [ 11 ] |
| 2010      | R1    | Olympiacos CFP                | Chris van der Drift | Circuito de Zolder | 18 de julho  | Detalhes | [ 12 ]       |
| 2010      | R2    | AS Roma                       | Julien Jousse       | Circuito de Zolder | 18 de julho  | Detalhes | [ 13 ]       |
| 2010      | SF    | RSC Anderlecht                | Davide Rigon        | Circuito de Zolder | 18 de julho  | Detalhes | [ 14 ]       |
| 2011      | R1    | Países Baixos – PSV Eindhoven | Yelmer Buurman      | Circuito de Zolder | 17 de julho  | Detalhes | [ 15 ]       |
| 2011      | R2    | Austrália                     | John Martin         | Circuito de Zolder | 17 de julho  | Detalhes | [ 16 ]       |
| 2011      | SF    | Inglaterra                    | Craig Dolby         | Circuito de Zolder | 17 de julho  | Detalhes | [ 17 ]       |

### Brasil
| Temporada | Ronda             | Clube             | Piloto            | Circuito                                       | Data             | Detalhes | Ref.          |
| --------- | ----------------- | ----------------- | ----------------- | ---------------------------------------------- | ---------------- | -------- | ------------- |
| 2011      | Corrida cancelada | Corrida cancelada | Corrida cancelada | Autódromo Internacional Ayrton Senna (Goiânia) | 8–9 de outubro   | —        | [ 18 ] [ 19 ] |
| 2011      | Corrida cancelada | Corrida cancelada | Corrida cancelada | —                                              | 15–16 de outubro | —        | [ 18 ] [ 19 ] |

### China
| Temporada | Ronda             | Clube                                                     | Piloto                                                    | Circuito                                  | Data             | Detalhes | Ref.          |
| --------- | ----------------- | --------------------------------------------------------- | --------------------------------------------------------- | ----------------------------------------- | ---------------- | -------- | ------------- |
| 2010      | R1                | Olympiacos CFP                                            | Ben Hanley                                                | Circuito Internacional de Ordos           | 3 de outubro     | Detalhes | [ 20 ]        |
| 2010      | R2                | Liverpool FC                                              | Frédéric Vervisch                                         | Circuito Internacional de Ordos           | 3 de outubro     | Detalhes | [ 21 ]        |
| 2010      | SF                | FC Porto                                                  | Earl Bamber                                               | Circuito Internacional de Ordos           | 3 de outubro     | Detalhes | [ 22 ]        |
| 2010      | R1                | Tottenham Hotspur                                         | Craig Dolby                                               | Circuito Urbano do Parque Olímpico Shunyi | 10 de outubro    | Detalhes | [ 23 ]        |
| 2010      | R2                | FC Porto                                                  | Álvaro Parente                                            | Circuito Urbano do Parque Olímpico Shunyi | 10 de outubro    | Detalhes | [ 24 ]        |
| 2010      | SF                | Corrida cancelada devido a más condições de pista e clima | Corrida cancelada devido a más condições de pista e clima | Circuito Urbano do Parque Olímpico Shunyi | 10 de outubro    | Detalhes | [ 25 ]        |
| 2011      | Corrida cancelada | Corrida cancelada                                         | Corrida cancelada                                         | Circuito Urbano do Parque Olímpico Shunyi | 29–30 de outubro | —        | [ 18 ] [ 19 ] |
| 2011      | Corrida cancelada | Corrida cancelada                                         | Corrida cancelada                                         | Circuito Internacional de Xangai          | 5–6 de novembro  | —        | [ 18 ] [ 19 ] |

### Coreia do Sul
| Temporada | Ronda             | Clube             | Piloto            | Circuito | Data              | Detalhes | Ref.          |
| --------- | ----------------- | ----------------- | ----------------- | -------- | ----------------- | -------- | ------------- |
| 2011      | Corrida cancelada | Corrida cancelada | Corrida cancelada | Seul     | 12–13 de novembro | —        | [ 18 ] [ 19 ] |

### Espanha
| Temporada | Ronda | Clube             | Piloto              | Circuito            | Data           | Detalhes | Ref.   |
| --------- | ----- | ----------------- | ------------------- | ------------------- | -------------- | -------- | ------ |
| 2008      | R1    | AS Milan          | Robert Doornbos     | Circuito de Jerez   | 23 de novembro | Detalhes | [ 26 ] |
| 2008      | R2    | Borussia Dortmund | James Walker        | Circuito de Jerez   | 23 de novembro | Detalhes | [ 27 ] |
| 2009      | R1    | RSC Anderlecht    | Yelmer Buurman      | Circuito del Jarama | 8 de novembro  | Detalhes | [ 28 ] |
| 2009      | R2    | Galatasaray SK    | Ho-Pin Tung         | Circuito del Jarama | 8 de novembro  | Detalhes | [ 29 ] |
| 2009      | SF    | RSC Anderlecht    | Yelmer Buurman      | Circuito del Jarama | 8 de novembro  | Detalhes | [ 30 ] |
| 2010      | R1    | Beijing Guoan     | John Martin         | Circuito del Jarama | 20 de junho    | Detalhes | [ 31 ] |
| 2010      | R2    | GD Bordeaux       | Franck Montagny     | Circuito del Jarama | 20 de junho    | Detalhes | [ 32 ] |
| 2010      | SF    | Olympiacos CFP    | Chris van der Drift | Circuito del Jarama | 20 de junho    | Detalhes | [ 33 ] |
| 2010      | R1    | Beijing Guoan     | John Martin         | Circuito de Navarra | 24 de outubro  | Detalhes | [ 34 ] |
| 2010      | R2    | FC Porto          | Álvaro Parente      | Circuito de Navarra | 24 de outubro  | Detalhes | [ 35 ] |
| 2010      | SF    | Beijing Guoan     | John Martin         | Circuito de Navarra | 24 de outubro  | Detalhes | [ 36 ] |

### França
| Temporada | Ronda | Clube         | Piloto          | Circuito                       | Data        | Detalhes | Ref.   |
| --------- | ----- | ------------- | --------------- | ------------------------------ | ----------- | -------- | ------ |
| 2009      | R1    | Liverpool FC  | Adrián Vallés   | Circuito de Nevers Magny-Cours | 28 de junho | Detalhes | [ 37 ] |
| 2009      | R2    | AS Milan      | Giorgio Pantano | Circuito de Nevers Magny-Cours | 28 de junho | Detalhes | [ 38 ] |
| 2009      | SF    | Liverpool FC  | Adrián Vallés   | Circuito de Nevers Magny-Cours | 28 de junho | Detalhes | [ 39 ] |
| 2010      | R1    | AS Milan      | Yelmer Buurman  | Circuito de Nevers Magny-Cours | 27 de junho | Detalhes | [ 40 ] |
| 2010      | R2    | FC Basel 1893 | Max Wissel      | Circuito de Nevers Magny-Cours | 27 de junho | Detalhes | [ 41 ] |
| 2010      | SF    | AS Milan      | Yelmer Buurman  | Circuito de Nevers Magny-Cours | 27 de junho | Detalhes | [ 42 ] |

### Itália
| Temporada | Ronda | Clube          | Piloto             | Circuito                    | Data          | Detalhes | Ref.   |
| --------- | ----- | -------------- | ------------------ | --------------------------- | ------------- | -------- | ------ |
| 2008      | R1    | Beijing Guoan  | Davide Rigon       | Circuito de Vallelunga      | 2 de novembro | Detalhes | [ 43 ] |
| 2008      | R2    | FC Porto       | Tristan Gommendy   | Circuito de Vallelunga      | 2 de novembro | Detalhes | [ 44 ] |
| 2009      | R1    | Sevilla FC     | Sébastien Bourdais | Autódromo Nacional de Monza | 4 de outubro  | Detalhes | [ 45 ] |
| 2009      | R2    | Sporting CP    | Pedro Petiz        | Autódromo Nacional de Monza | 4 de outubro  | Detalhes | [ 46 ] |
| 2010      | R1    | RSC Anderlecht | Davide Rigon       | Adria International Raceway | 5 de setembro | Detalhes | [ 47 ] |
| 2010      | R2    | Sevilla FC     | Marcos Martínez    | Adria International Raceway | 5 de setembro | Detalhes | [ 48 ] |
| 2010      | SF    | RSC Anderlecht | Davide Rigon       | Adria International Raceway | 5 de setembro | Detalhes | [ 49 ] |

### Nova Zelândia
| Temporada | Ronda             | Clube             | Piloto            | Circuito | Data              | Detalhes | Ref.          |
| --------- | ----------------- | ----------------- | ----------------- | -------- | ----------------- | -------- | ------------- |
| 2011      | Corrida cancelada | Corrida cancelada | Corrida cancelada | —        | 10–11 de dezembro | —        | [ 18 ] [ 19 ] |

### Países Baixos
| Temporada | Ronda | Clube                         | Piloto              | Circuito         | Data       | Detalhes | Ref.   |
| --------- | ----- | ----------------------------- | ------------------- | ---------------- | ---------- | -------- | ------ |
| 2010      | R1    | RSC Anderlecht                | Davide Rigon        | TT Circuit Assen | 16 de maio | Detalhes | [ 50 ] |
| 2010      | R2    | Olympiacos CFP                | Chris van der Drift | TT Circuit Assen | 16 de maio | Detalhes | [ 51 ] |
| 2010      | SF    | RSC Anderlecht                | Davide Rigon        | TT Circuit Assen | 16 de maio | Detalhes | [ 52 ] |
| 2011      | R1    | Países Baixos – PSV Eindhoven | Yelmer Buurman      | TT Circuit Assen | 5 de junho | Detalhes | [ 53 ] |
| 2011      | R2    | Japão                         | Duncan Tappy        | TT Circuit Assen | 5 de junho | Detalhes | [ 54 ] |
| 2011      | SF    | Inglaterra                    | Craig Dolby         | TT Circuit Assen | 5 de junho | Detalhes | [ 55 ] |

### Portugal

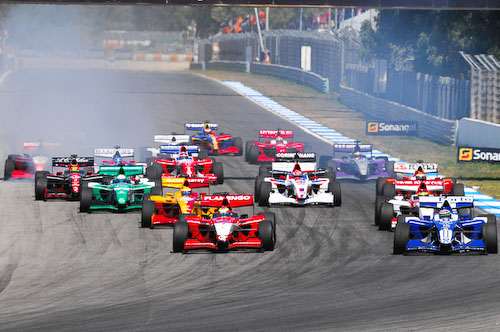
Largada da segunda corrida no Autódromo do Estoril em 2009.

| Temporada | Ronda | Clube          | Piloto             | Circuito                           | Data           | Detalhes | Ref.   |
| --------- | ----- | -------------- | ------------------ | ---------------------------------- | -------------- | -------- | ------ |
| 2008      | R1    | Liverpool FC   | Adrián Vallés      | Autódromo do Estoril               | 19 de outubro  | Detalhes | [ 56 ] |
| 2008      | R2    | Al Ain         | Paul Meijer        | Autódromo do Estoril               | 19 de outubro  | Detalhes | [ 57 ] |
| 2009      | R1    | Olympiacos CFP | Esteban Guerrieri  | Autódromo do Estoril               | 6 de setembro  | Detalhes | [ 58 ] |
| 2009      | R2    | FC Porto       | Álvaro Parente     | Autódromo do Estoril               | 6 de setembro  | Detalhes | [ 59 ] |
| 2009      | SF    | Sevilla FC     | Sébastien Bourdais | Autódromo do Estoril               | 6 de setembro  | Detalhes | [ 60 ] |
| 2010      | R1    | Beijing Guoan  | John Martin        | Autódromo Internacional do Algarve | 19 de setembro | Detalhes | [ 61 ] |
| 2010      | R2    | Olympiacos CFP | Neel Jani          | Autódromo Internacional do Algarve | 19 de setembro | Detalhes | [ 62 ] |
| 2010      | SF    | Liverpool FC   | Frédéric Vervisch  | Autódromo Internacional do Algarve | 19 de setembro | Detalhes | [ 63 ] |

### Reino Unido

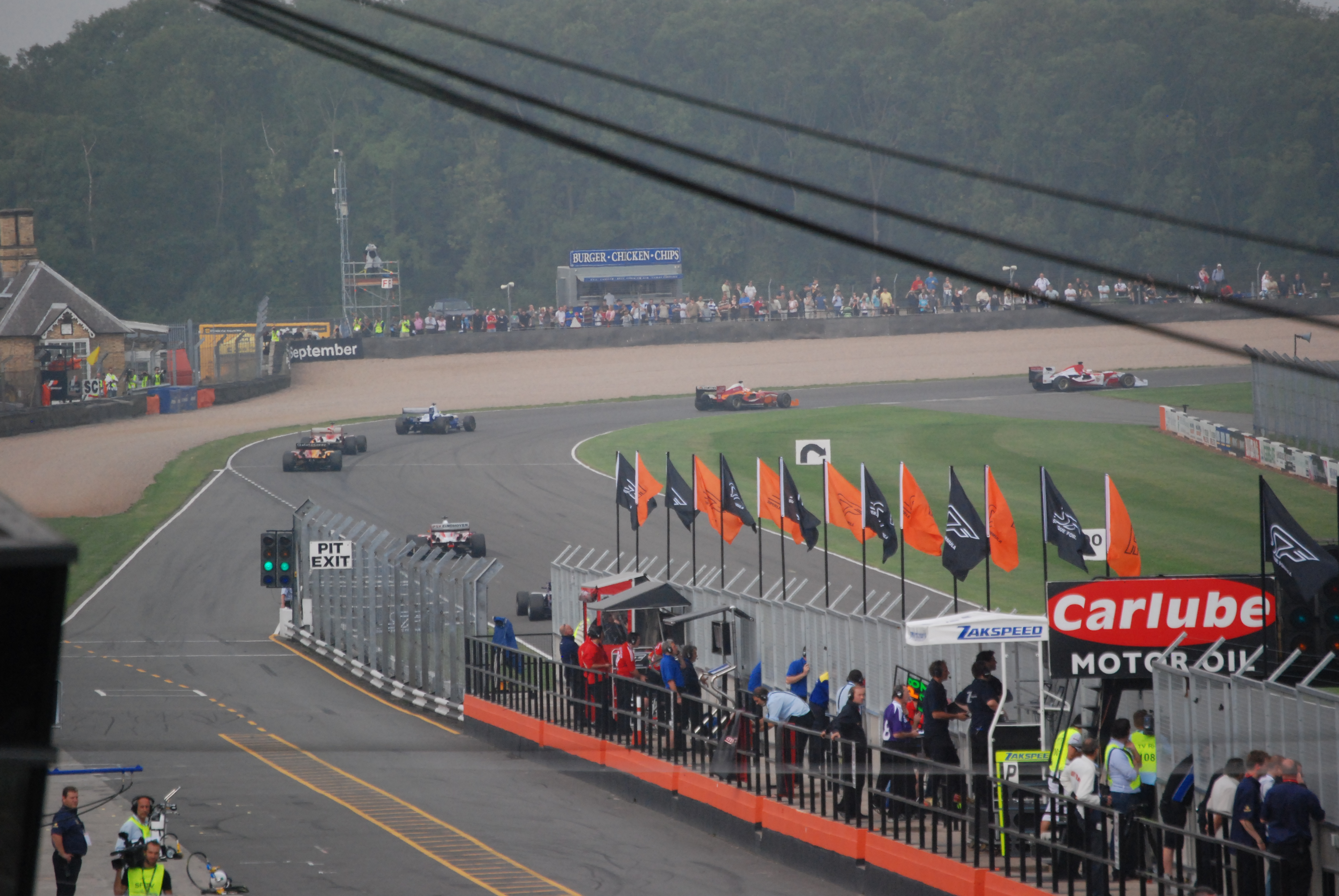
Corrida no Donington Park em 2008.

| Temporada | Ronda | Clube              | Piloto             | Circuito                | Data         | Detalhes | Ref.   |
| --------- | ----- | ------------------ | ------------------ | ----------------------- | ------------ | -------- | ------ |
| 2008      | R1    | Beijing Guoan      | Davide Rigon       | Donington Park          | 31 de agosto | Detalhes | [ 64 ] |
| 2008      | R2    | Sevilla FC         | Borja García       | Donington Park          | 31 de agosto | Detalhes | [ 65 ] |
| 2009      | R1    | FC Basel 1893      | Max Wissel         | Donington Park          | 2 de agosto  | Detalhes | [ 66 ] |
| 2009      | R2    | FC Porto           | Tristan Gommendy   | Donington Park          | 2 de agosto  | Detalhes | [ 67 ] |
| 2009      | SF    | Rangers FC         | John Martin        | Donington Park          | 2 de agosto  | Detalhes | [ 68 ] |
| 2010      | R1    | Tottenham Hotspur  | Craig Dolby        | Circuito de Silverstone | 4 de abril   | Detalhes | [ 69 ] |
| 2010      | R2    | Olympique Lyonnais | Sébastien Bourdais | Circuito de Silverstone | 4 de abril   | Detalhes | [ 70 ] |
| 2010      | SF    | Tottenham Hotspur  | Craig Dolby        | Circuito de Silverstone | 4 de abril   | Detalhes | [ 71 ] |
| 2010      | R1    | Beijing Guoan      | John Martin        | Brands Hatch            | 1 de agosto  | Detalhes | [ 72 ] |
| 2010      | R2    | PSV Eindhoven      | Narain Karthikeyan | Brands Hatch            | 1 de agosto  | Detalhes | [ 73 ] |
| 2010      | SF    | Beijing Guoan      | John Martin        | Brands Hatch            | 1 de agosto  | Detalhes | [ 74 ] |

### Rússia
| Temporada | Ronda             | Clube             | Piloto            | Circuito      | Data            | Detalhes | Ref.          |
| --------- | ----------------- | ----------------- | ----------------- | ------------- | --------------- | -------- | ------------- |
| 2011      | Corrida cancelada | Corrida cancelada | Corrida cancelada | Smolensk Ring | 3–4 de setembro | —        | [ 18 ] [ 19 ] |